# Stauntonia cavalerieana
Stauntonia cavalerieana är en narrbuskeväxtart som beskrevs av François Gagnepain. Stauntonia cavalerieana ingår i släktet Stauntonia och familjen narrbuskeväxter. Inga underarter finns listade i Catalogue of Life.